# Victor Matfield
Victor Matfield (* 11. Mai 1977 in Pietersburg) ist ein südafrikanischer Rugby-Union-Spieler, der in der zweiten Reihe für die südafrikanische Nationalmannschaft, im Currie Cup für die Blue Bulls und im Super 14 für die Bulls spielt. Er wurde im Jahr 2007 mit den „Springboks“ Weltmeister.

## Karriere
Matfield gab im Jahr 2001 sein Debüt für Südafrika gegen Italien. Bei den Tri Nations im selben Jahr kam er zu seinem ersten Einsatz in der Startformation gegen Neuseeland. In seiner ersten internationalen Saison spielte er in acht Partien und legte am Ende des Jahres seinen ersten Versuch, Gegner war erneut Italien. 2003 lief er bei den Tri Nations erstmals zusammen mit seinem nun langjährigen Mannschaftskollegen Bakkies Botha auf.
Matfield gehörte 2003 zum Kader der „Springboks“ zur Weltmeisterschaft, wo er zu vier Einsätzen kam. Im Jahr 2004 gewann er mit Südafrika den zweiten Tri-Nations-Titel nach 1998. Aufgrund herausragender Leistungen wurde er zum IRB Player of the Year vorgeschlagen, sein Nationalmannschaftskollege Schalk Burger gewann die Wahl. Im Jahr 2007 wurde er zum 52. Kapitän Südafrikas im Spiel gegen die All Blacks in Durban. Bei den Weltmeisterschaften gehörte er zu den wichtigen Säulen der Nationalmannschaft, die den zweiten Weltmeistertitel nach 1995 gewinnen konnte. Er wurde dabei in allen sieben Turnierspielen eingesetzt und zum Man of the Match im Finale gegen England ernannt.
Unter dem neuen Nationaltrainer Peter de Villiers gehört Matfield weiterhin zum festen Stamm der Nationalmannschaft. Aufgrund einer Verletzung des Kapitäns John Smit wurde er erneut zum Spielführer gegen Neuseeland bei den Tri Nations. Er führte das Team zum historischen 30:28-Sieg in Dunedin, dem ersten Auswärtssieg Südafrikas im House of Pain genannten Stadion Carisbrook. Im Jahr 2009 gehörte er zum Kader Südafrikas beim Aufeinandertreffen mit den British and Irish Lions. Die Springboks gewannen die Serie gegen die Lions mit 2:1 und sicherten sich im selben Jahr den dritten Tri-Nations-Titel. Matfield wurde dabei in allen Spielen eingesetzt.
Matfield spielte als Jugendlicher für die Blue Bulls, wechselte im Jahr 1998 jedoch zum Team Griqualand West. Im Super 12 lief er für die Cats auf. Im Jahr 2001 kehrte er zu den Blue Bulls zurück und spielte für deren Franchise Bulls. Er gewann mit diesem Team 2007 und 2009 die Meisterschaft, dazu kommen vier Erfolge im Currie Cup. Nach der Weltmeisterschaft 2007 wechselte er nach Frankreich zum RC Toulon, wo er für einige Monate aktiv war und mithalf, den Verein aus der zweiten in die erste französische Liga zu führen. Er kehrte im Jahr 2008 zurück nach Südafrika und schloss sich erneut den Bulls an.

## Privatleben
Matfield heiratete im Jahr 2003 die Zahnärztin Monja Bekker und hat drei Töchter.